# Ang Panahon ng Halimaw
Ang Panahon ng Halimaw é um filme de drama musical filipino de 2018 dirigido e escrito por Lav Diaz. Estrelado por Piolo Pascual, estreou no Festival Internacional de Cinema de Berlim em 20 de fevereiro.

## Elenco
- Piolo Pascual - Hugo Haniway
- Shaina Magdayao - Lorena Haniway
- Angel Aquino - Anghelita
- Pinky Amador - Kwago